# Maro (genre)
Pour les articles homonymes, voir Maro.
Genre
Synonymes
- Micronetata Dahl, 1912

Maro est un genre d'araignées aranéomorphes de la famille des Linyphiidae.

## Distribution
Les espèces de ce genre se rencontrent en écozone holarctique.

## Liste des espèces
Selon World Spider Catalog (version 23.5, 05/10/2022) :
- Maro bureensis Tanasevitch, 2006
- Maro flavescens (O. Pickard-Cambridge, 1873)
- Maro khabarum Tanasevitch, 2006
- Maro lehtineni Saaristo, 1971
- Maro lepidus Casemir, 1961
- Maro minutus O. Pickard-Cambridge, 1907
- Maro nearcticus Dondale & Buckle, 2001
- Maro pansibiricus Tanasevitch, 2006
- Maro perpusillus Saito, 1984
- Maro saaristoi Eskov, 1980
- Maro sibiricus Eskov, 1980
- Maro sublestus Falconer, 1915
- Maro ussuricus Tanasevitch, 2006

## Systématique et taxinomie
Ce genre a été décrit par O. Pickard-Cambridge en 1907 dans les Theridiidae.
Micronetata a été placé en synonymie par Wiehle en 1956.

## Publication originale
- O. Pickard-Cambridge, 1907 : « On some new and rare British Arachnida. » Proceedings of the Dorset Natural History and Antiquarian Field Club, vol. 27, p. 72-92.